# ديف بيكر
ديف بيكر (بالإنجليزية: Dave Baker)‏ هو لاعب كرة قدم أمريكية أمريكي، ولد في 30 يوليو 1937 في كوفيفيل في الولايات المتحدة، وتوفي في 4 سبتمبر 2002 في نورمان في الولايات المتحدة.

## وصلات خارجية
- ديف بيكر على موقع مرجع كرة القدم المحترفة.كوم (الإنجليزية)